# Poszyle
Poszyle (lit. Pašilė) – miasteczko na Litwie, położone w okręgu szawelskim i w rejonie kielmskim. Liczy 224 mieszkańców (2001).